# Mort Aux Vaches (álbum de Tim Hecker)
Mort Aux Vaches es el cuarto lanzamiento de Tim Hecker. Es parte de la serie de lanzamientos en vivo de Staalplaat de una amplia gama de artistas del mismo nombre. La grabación de Hecker fue hecha en un estudio de la radio nacional neerlandesa VPRO, grabado el 3 de mayo de 2004.

## Lista de canciones
Todas las canciones fueron escritas por Tim Hecker.
Todas las canciones escritas y compuestas por Tim Hecker. 
| N.º | Título            | Duración |  |
| 1.  | «Mort Aux Vaches» | 40:43    |  |

- Datos: Q6914320